# Línea 51 de TMB
La línea 51 fue una línea regular de autobús urbano de la ciudad de Barcelona sustituida por la nueva D50, gestionada por la empresa TMB. Hacía su recorrido entre el Pla de Palau y la Ciudad Meridiana, con una frecuencia en hora punta de 38 minutos, y en sábados y festivos de 65 minutos

## Horarios
| 51         | Primer servicio A: Ciutat Meridiana | Primer servicio A: Pla de Palau | Último servicio A: Ciutat Meridiana | Último servicio A: Pla de Palau |
| Laborables | 04:45                               | 04:45                           | 22:30                               | 22:30                           |
| Sábados    | 05:40                               | 04:55                           | 22:30                               | 22:30                           |
| Festivos   | 06:40                               | 05:55                           | 22:30                               | 22:30                           |

## Recorrido
- De Pla de Palau a C. Meridiana por: Av. marqués de Argentera, Parque de la Ciudadela, Pº Pujades, Pº Lluís Companys, Pº San Juan, Pl. Tetuán, Pº San Juan, Valencia, Independencia, Indústria, Pº Maragall, Ramón Albó, Arnau d'Oms, Paseo de Fabra i Puig, Pl. Virrey Amat, Doctor Pi i Molist, Pº Verdún, Pl. Llucmajor, Vía Julia, Fosca, Aiguabrava, Palamós, Tamariu, Av. Vallbona, Pl. Roja de la Ciudad Meridiana, Av. Rasos de Peguera y Vallcivera.

- De C. Meridiana a Pla de Palau por: Vallcivera, Av. Vallbona, S'agaró, Platja d'Aro, Aiguabrava, Vía Julia, Pl. Llucmajor, Pº Verdún, Doctor Pi i Molist, Pl. Virrey Amat, Av. Borbón, Pº Maragall, San Antonio M. Claret, Dos de Mayo, Mallorca, Pº San Juan, Pl. Tetuán, Pº San Juan, Pº Lluís Companys, Parque de la Ciudadela y Av. marqués de Argentera.

## Otros datos
| Prestación                   | Disponibilidad en la línea |
| ---------------------------- | -------------------------- |
| Adaptada a                   | Sí                         |
| TMB iBus (tiempo de espera ) | Sí                         |
| Pantallas informativas       | Sí                         |
| Línea de tránsito rápido     | No                         |
| Circula en días festivos     | Sí                         |